# 麥克德米特堡 (內華達州)
麥克德米特堡（英語：Fort McDermitt）是位於美國內華達州洪堡縣的普查規定居民點。

## 歷史
麥克德米特堡的郵局於1879年設立，其後於1891年停運。

## 人口
根據2020年美國人口普查的數據，麥克德米特堡的面積為46.54平方千米，皆為陸地。當地共有人口267人，而人口密度為每平方千米5.74人。